# Swaraj
Cet article traite du système politique défini par le Mahatma Gandhi. Pour l'autogouvernance en général, voir Autogouvernance.
Swaraj (hindi : स्वराज, svarāj) signifie de façon générale « gouvernement par soi-même » ou « autogouvernance »(swa- « par soi-même », raj-, « gouvernement »). Cependant, le terme se réfère en général au concept défini par le Mahatma Gandhi pour l'indépendance de l'Inde face à la domination étrangère ; il s'agit donc aussi d'autodétermination.
Le concept de swaraj insiste sur la gouvernance, non d'un gouvernement hiérarchique, mais d'une autogouvernance au travail d'individus réunis par la mise en place d'une communauté. L'accent est mis sur la décentralisation politique. Dans la mesure où ceci ne correspondait pas aux systèmes politiques et sociaux du Royaume-Uni, le concept de swaraj prôné par Gandhi insiste sur l'abandon par l'Inde des institutions britanniques sur les plans politique, économique, administratif, juridique, militaire et éducatif.
Le Chhatrapati Shivaji Maharaj, fondateur du Royaume Marâthe dans le centre de l'Inde, a également formulé un concept similaire : celui du Hindavi Swaraja, soit « autogouvernance hindoue », à l'heure de l'occupation du sous-continent indien par des forces islamiques.